# Nhàn Caspi
Nhàn Caspi (danh pháp hai phần: Hydroprogne caspia) là một loài chim nhàn phân bố rải rác toàn cầu thuộc họ Mòng biển (Laridae). Mặc dù có phạm vi phân bố rộng, nhàn Caspi lại là loài đơn loài trong chính chi riêng của nó, và không có phân loài được chấp thuận. Tên chi có nguồn gốc từ từ Hy Lạp cổ đại hudros (nước) và từ Latinh progne (én/nhạn). Tên loài caspia có nguồn gốc từ tiếng Latin và tương tự như tên tiếng Anh. Cái tên này đề cập đến biển Caspi.

## Miêu tả
Nhàn Caspi là loài nhàn lớn nhất thế giới với chiều dài 48–60 cm (19–24 in), sải cách rộng 127–145 cm (50–57 in) và nặng 530–782 g (18,7–27,6 oz). Chim trưởng thành có chân màu đen, mỏ dày màu cam đỏ và dài với đầu mỏ màu đen. Chúng có đầu màu trắng với chóp đầu màu đen. Cổ, bụng và đuôi trắng. Mặt lông cánh trên có màu xám nhạt. Lông dưới cánh có màu nhạt với các lông sơ cấp màu sẫm. Khi bay, đuôi ít rẽ hơn các loài nhàn khác và chóp cánh có màu đen ở mặt dưới. Vào mùa đông, phần lông đen trên đầu vẫn được giữ nguyên (không giống như nhiều loài nhàn khác), nhưng có một số vệt trắng trên trán. Tiếng kêu là âm thanh lớn như tiếng diệc.

## Phân bố và môi trường sống
Môi trường sinh sản của chúng là ở các hồ lớn và bờ biển ở Bắc Mỹ (bao gồm cả Ngũ Đại Hồ) và cục bộ ở châu Âu (chủ yếu quanh Biển Baltic và Biển Đen), châu Á, châu Phi và Australasia (Úc và New Zealand). Quần thể chim ở Bắc Mỹ di trú đến bờ biển phía nam, Tây Ấn và cực bắc Nam Mỹ. Quần thể ở châu Âu và châu Á trải qua mùa không sinh sản ở vùng nhiệt đới Cựu Thế giới. Quần thể châu Phi và Australasia thì định cư hoặc phân tán trong khoảng cách ngắn.
Năm 2016, một tổ chim nhàn Caspi đã được tìm thấy ở Đài tưởng niệm Quốc gia Mũi Krusenstern ở tây bắc Alaska, cách xa hơn 1.000 dặm về phía bắc so với bất kỳ cá thể nào trước đó. Sự mở rộng này là một phần trong xu hướng chung của các loài dịch chuyển về phía bắc ở Alaska, một xu hướng được cho là do sự ấm lên toàn cầu.
Quần thể toàn cầu có khoảng 50.000 cặp. Số lượng cá thể ở hầu hết các khu vực đều ổn định, ngoại trừ quần thể ở biển Baltic (1400–1475 cặp vào đầu những năm 1990) đang suy giảm và cần được bảo tồn.
Nhàn Caspi là một trong những loài được áp dụng Hiệp định về Bảo tồn Thủy điểu di trú Á Âu-Phi (AEWA).

## Hành vi

### Kiếm ăn
Nhàn Caspi ăn chủ yếu cá. Chúng bay lòng vòng trên mặt nước rồi lao xuống và lặn bắt cá. Thỉnh thoảng chúng cũng ăn côn trùng lớn, con non và trứng của các loài chim và động vật gặm nhấm khác. Chúng có thể bay xa đàn sinh sản tới 60 km (37 mi) để bắt cá. Chim thường bắt cá trên các hồ nước ngọt và trên biển.

### Sinh sản
Nhàn Caspi sinh sản vào mùa đông và mùa xuân. Chúng đẻ 1–3 quả trứng màu xanh lam nhạt với nhiều đốm nâu mỗi lứa. Chúng làm tổ theo một đàn lớn trong lãnh thổ, hoặc đơn lẻ trong đàn hỗn hợp với các loài nhàn và mòng biển khác. Tổ nằm trên mặt đất giữa sỏi và cát, hoặc đôi khi trên thảm thực vật. Thời gian ấp trứng kéo dài 26–28 ngày. Chim con có nhiều kiểu lông khác nhau, từ màu kem nhạt đến màu nâu xám đậm. Sự đa dạng kiểu lông này này giúp những con trưởng thành nhận ra con mình khi trở về đàn sau những chuyến đi kiếm ăn. Quá trình trưởng thành xảy ra sau 35–45 ngày.